# Ниссим бен Реувен
Ниссим бен Реувен (известен как рабейну Ниссим Геронди или, сокращённо, РАН (Ран); 1310, Жирона — 1376, Барселона) — крупный испанский раввин и комментатор Талмуда.

## Биография
Семья Рана переселилась в Жирону из Кордовы, а затем обосновалась в Барселоне, где Ран оставался всю жизнь. Его учителями были его отец и р. Перец бен Ицхак а-Коэн, раввин Барселоны. Ран возглавлял барселонскую иешиву и служил даяном общины и её неофициальным раввином. Вследствие углублённого занятия философией и физической обеспеченности многие евреи Барселоны перестали строго следить за соблюдением традиций, Ран как раввин их постоянно за это упрекал, однако они его не воспринимали всерьёз. Некоторые из них даже пытались за это отомстить раввину, и он несколько раз арестовывался властями. В 1336 переписал свиток Торы, который долгое время служил образцом для многих переписчиков свитков в Испании. Сам свиток Рана в конце концов попал в Тверию.
Наиболее известные ученики Рана: р. Хасдай Крескас, р. Ицхак бар Шешет, р. Йосеф Хавива, р. Видал де Тулуза. Основной труд Рана — комментарии к книге Ицхака Альфаси. Кроме этого, сохранились его комментарии к многим трактатам Талмуда, самые авторитетные из которых — на Недарим, изучаемые на этот трактат вместо комментариев Раши. Из тысяч респонсов Рана сохранились только 77, из десятков его выступлений сохранились только 12, из комментариев на Тору сохранились только комментарии на Берешит (Бытие).